# Wu Tsing-Fong
Wu Qing-feng (chinois : 吳青峰 ; pinyin : Wú Qingfeng) né le 30 août 1982, est un chanteur-compositeur taïwanais. Il est également le membre fondateur et le chanteur du groupe taïwanais Sodagreen, un groupe de rock-folk-pop sinophone (chinois-mandarin) originaire de Taïwan. 
Le groupe se compose de  Wu Tsing-Fong au chant, de Jing-yang He à la guitare acoustique, de Jia-kai Liu (Kay) à la guitare électrique, de Xin-yi Xie (Claire) à la basse, de Jia-qi Gong au clavier et à l'alto, et Jun-wei Shi à la batterie. Wu a également écrit une série de chansons pour d'autres artistes musicaux.

## Vie et carrière
Wu est né le 30 août 1982 à  Taipei (prononcé en français : /taj.pɛj/, chinois traditionnel : 臺北市 ; pinyin : Táiběi Shì ; Wade : T’ai-pei shih ; litt. « Ville du Nord de Taïwan » ; en taïwanais : Tâi-pak) la capitale de Taïwan, qui est administrée par la République de Chine. Il a fréquenté l'école primaire Wensheng, le lycée Jiangcui et le lycée affilié de l'université nationale de Taïwan dotée de six campus dans la région du grand Taipei. Il a ensuite fréquenté l'université nationale Chengchi  où il a suivi les cours de sciences sociales et humaines et d’arts,  il y a obtenu un diplôme en littérature chinoise, et un second la publicité.
En juin 2018, Wu a été manager lors de la deuxième saison de la série télévisée de la compétition de chant chinois, The Coming One .
En janvier 2019, il a participé à la série télévisée du concours de chant Singer 2019, diffusée par la chaîne Hunan Television , où il a terminé finaliste.

## Palmarès

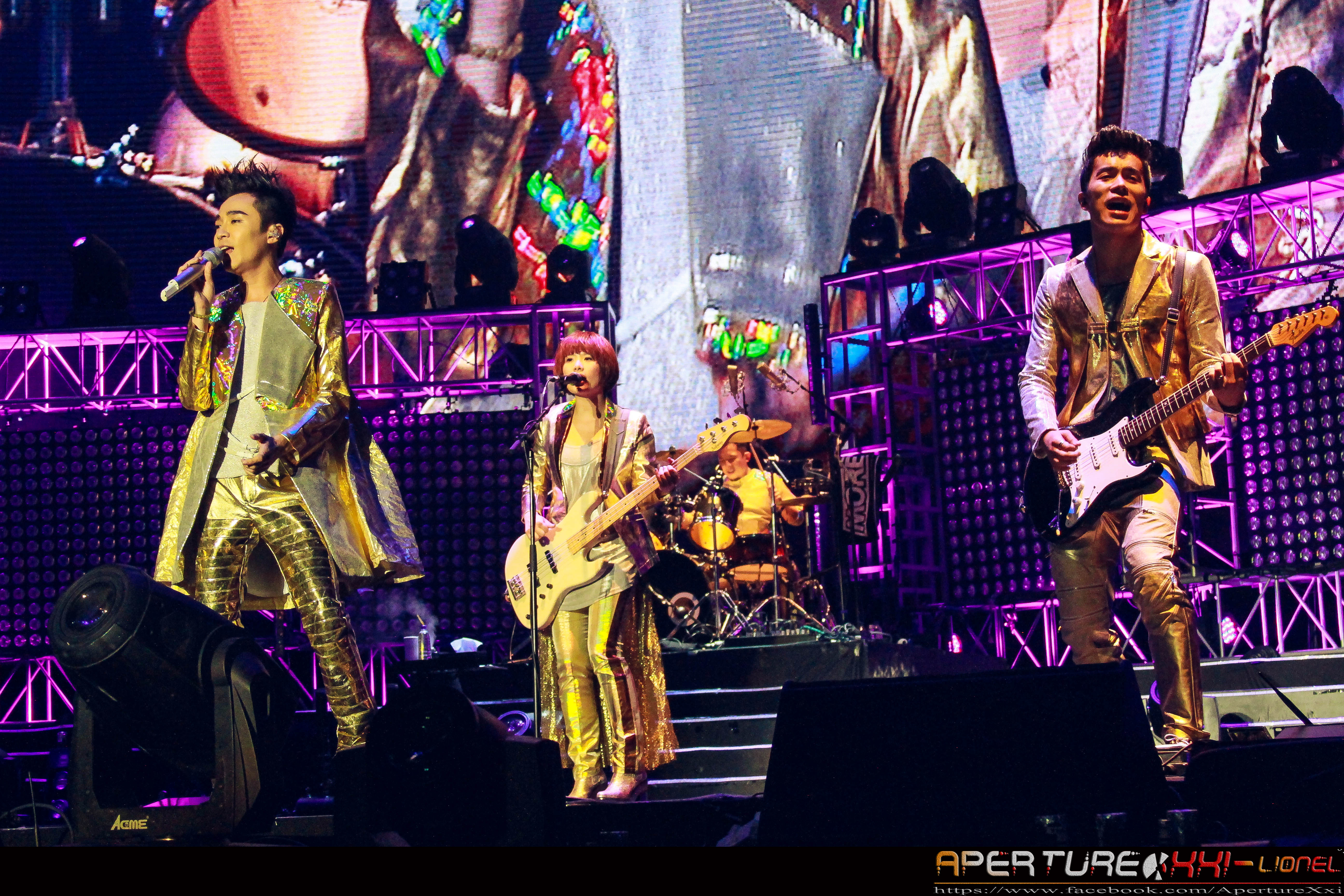
10e anniversaire de Sodagreen 2014 - Singapour

| Saison | Première        | Finale        | Vainqueur | Finaliste          | Troisième            |
| ------ | --------------- | ------------- | --------- | ------------------ | -------------------- |
| 1      | 18 janvier 2013 | 12 avril 2013 | Yu Quan   | Terry Lin          | N/A                  |
| 2      | 3 janvier 2014  | 11 avril 2014 | Han Lei   | GEM                | N/A                  |
| 3      | 2 janvier 2015  | 3 avril 2015  | Han Hong  | Li Jian            | The One              |
| 4      | 15 janvier 2016 | 8 avril 2016  | Coco Lee  | Jeff Chang         | Hwang Chi-yeul       |
| 5      | 21 janvier 2017 | 22 avril 2017 | Sandy Lam | Dimash Kudaibergen | Jam Hsiao            |
| 6      | 12 janvier 2018 | 20 avril 2018 | Jessie J  | Hua Chenyu         | Wang Feng            |
| 7      | 11 janvier 2019 | 12 avril 2019 | Liu Huan  | Wu Tsing-Fong      | Super-vocal finalist |

## "Je suis un chanteur"
En 2018, Wu Tsing-fong a été finaliste de la septième saison de Singer (émission de télévision):" Je suis un chanteur " organisé par Hunan Satellite TV ,

### Saison 7 (2019)
La saison a débuté le 11 janvier 2019, et se conclut le 12 avril 2019. 
| Nationalité | Artiste              | Occupation                                                                         | Arrivée    | Départ     | Statut     |
| ----------- | -------------------- | ---------------------------------------------------------------------------------- | ---------- | ---------- | ---------- |
| Chine       | Liu Huan             | Chanteur anciennement dans The Voice of China et interprète de l'hymne des JO 2008 | Semaine 1  | Semaine 13 | Vainqueur  |
| Taïwan      | Wu Tsing-Fong        | Vocaliste                                                                          | Semaine 1  | Semaine 13 | Deuxième   |
| Chine       | Super-vocal finalist | Boys band                                                                          | Semaine 5  | Semaine 13 | Troisième  |
| Chine       | Yang Kun             | Chanteur anciennement dans The Voice of China et interprète de l'hymne des JO 2008 | Semaine 1  | Semaine 13 | Quatrième  |
| Taïwan      | Chyi Yu              | Chanteuse                                                                          | Semaine 1  | Semaine 12 | Cinquième  |
| Russie      | Polina Gagarina      | Chanteuse arrivé 2e au concours de l'Eurovision 2015 et ancienne coach de Golos    | Semaine 4  | Semaine 12 | sixième    |
| Chine       | Gong Linna           | Chanteuse                                                                          | Semaine 10 | Semaine 12 | septième   |
| Chine       | Chen Chusheng        | Chanteur ayant remporté Super Boy 2007                                             | Semaine 11 | Semaine 12 | Éliminé    |
| Hong Kong   | Angela Hui           | Chanteuse                                                                          | Semaine 8  | Semaine 9  | Éliminée   |
| Taïwan      | Bii                  | Chanteur, compositeur et acteur                                                    | Semaine 8  | Semaine 8  | Non choisi |
| Taïwan      | Faith Yang           | Musicienne                                                                         | Semaine 7  | Semaine 7  | Éliminée   |
| Bulgarie    | Kristian Kostov      | Chanteur arrivé 2e au concours de l'Eurovision 2017                                | Semaine 1  | Semaine 6  | Éliminé    |
| Chine       | ANU                  | Groupe                                                                             | Semaine 2  | Semaine 5  | Éliminés   |
| Chine       | Jefferson Qian       | Chanteur                                                                           | Semaine 5  | Semaine 5  | Non choisi |
| Chine       | Zhang Xin            | Chanteur                                                                           | Semaine 1  | Semaine 3  | Éliminée   |
| Chine       | Liu Yuning           | Chanteur membre des Modern Brothers et acteur                                      | Semaine 2  | Semaine 2  | Non choisi |
| Chine       | Escape Plan          | Chanteur de rock                                                                   | Semaine 1  | Semaine 2  | Éliminés   |

## Discographie

### Album solo en Studio
Spaceman (2019).- Wu Tsing-Fong dans cet album met à l'évidence ses talents de chanteur et de musicien (piano, harmonica , flûte) Son style s'inspire du indie pop un genre musical dérivé du punk et du post-punk qui a émergé émergé au Royaume-Uni dans les années 1980.

## Récompenses
Il a remporté le prix du "Meilleur album en mandarin"  lors du 18e Prix de la Mélodie d'Or  en 2007 et un autre prix de "Meilleur album en mandarin", lors de la 27e édition des Prix de la Mélodie d'Or pour les meilleures paroles en 2016 .